# Cairo Stadium Indoor Halls Complex
El Cairo Stadium Indoor Halls Complex (en árabe: مجمع الصالات المغطاة باستاد القاهرة الدولي‎) consta de un pabellón estándar multiusos los cuales se localizaron cerca el Estadio Internacional de El Cairo en El Cairo, Egipto. La capacidad del Pabellón Principal es 16 900 espectadores, el Pabellón medio tiene capacidad para 1620 espectadores y el Pabellón pequeño una capacidad de 720 espectadores. Es utilizado para varios acontecimientos, como balonmano, voleibol, baloncesto y conferencias internacionales, partidos y ferias.
Los techos son cúpulas de hierro sostenidas por cables de acero. Todas las salas están equipadas con un sistema de iluminación ajustable según el propósito (limpieza, entrenamiento, partidos, partidos ventilados).
Fue construido el 1991 para acoger los Juegos Panafricanos de 1991. 